# Esperanza Viladés
Esperanza Viladés es una directora escénica española. Actualmente[¿cuándo?] es coordinadora y profesora de la Escuela Superior de Arte Dramático de Murcia. En su haber figuran numerosas obras teatrales y montajes escénicos de corte tanto clásico como contemporáneo. Ampliamente reconocida en el panorama de la escena teatral a nivel nacional[cita requerida] ha dirigido varias obras teatrales de corte tanto clásico como moderno. También ha alcanzado prestigio dentro del ámbito de la educación actoral en la Escuela Superior de Arte Dramático de Murcia.

## Trayectoria
Esperanza Viladés comenzó su andadura en el mundo teatral de muy jovencita. Con apenas 13 años apareció en su primera obra durante el Festival de Teatro de su ciudad natal, Murcia; y a los 18 años decidió estudiar su vocación, "Artes Escénicas", en la Universidad de Murcia.
Durante su etapa universitaria participó en varias obras de teatro, algunas de las cuales fueron representadas en centros tan prestigiosos como el Teatro de la Abadía y en el Festival Internacional de Teatro Clásico de Almagro. Terminada la carrera universitaria creó la compañía teatral "Los Impostores", con la que durante más de quince años recorrió teatros de todo el mundo.[cita requerida] Sus montages fueron representadas en teatros de países como Japón, China, Alemania o Francia. A los cuarenta años de edad decidió regresar a Murcia, donde ingresó como profesora oficial de la Escuela Arte Dramático, donde actualmente continua ejerciendo como profesora y coordinadora.
Entre las muchas obras de teatro que ha dirigido cabe destacar Fuenteovejuna (2007), Eloísa está debajo de un almendro (2002), Madame de Sade (2008) y Retales (2010).
También es autora del libro de teatro La Casa de Bernarda Alba, hoy: pedagogía y tratamiento.